# 奥柳斯达瓜
奥柳斯达瓜是巴西米纳斯吉拉斯州的一个市镇。总面积2086.383平方公里，总人口4991人，人口密度2.4人/平方公里。